# Daniel Díaz (Radsportler)
Daniel Ricardo Díaz (* 7. Juli 1989 in Salta) ist ein argentinischer Straßenradrennfahrer.

## Karriere
Daniel Díaz gewann 2008 eine Etappe bei der Vuelta a Tarija und konnte so auch die Gesamtwertung für sich entscheiden. Außerdem gewann er ein Teilstück der Vuelta al Valle und das Eintagesrennen Apertura Temporada Argentina. Im nächsten Jahr gewann er beim Clásica del Oeste-Doble Bragado den Prolog, zwei Etappen und die Gesamtwertung. Des Weiteren war er bei Etappen der Vuelta a Santa Cruz de la Sierra, der Vuelta a Tarija, der Vuelta a Cochabamba und der Vuelta al Ecuador erfolgreich und er gewann das Eintagesrennen Subida a El Jumeal. 2010 gewann er die U23-Austragung von Vuelta a la Comunidad de Madrid, die Trofeo Euskaldun und wurde Dritter bei der Vuelta a Navarra. Gegen Ende der Saison startete er als Stagiaire beim Team Footon-Servetto. 2011 wurde er Profi bei Vélo-Club La Pomme Marseille. In diesem Jahr wurde er jeweils Vierter bei Paris–Troyes und Paris-Mantes Cycliste. 2012 wechselte er zum Team Funvic Brasilinvest. Er belegte jeweils den dritten Platz bei Tour de San Luis und der Vuelta a Mendoza sowie Platz 9 bei der Vuelta a Bolivia. 2013 wiederholte er seinen neunten Platz bei der Vuelta a Bolivia. 2015 wiederholte er seinen Sieg bei der Tour de San Luis und belegte den vierten Platz bei der UCI America Tour 2015. 2016 wechselte er zum Team Delko. Konnte aber in den zwei Jahren beim Team keine nennenswerte Ergebnisse vorweisen. 2018 wechselte er zu Sindicato de Empleados Públicos de San Juan. 2019 ging er für Municipalidad de Pocito an den Start und konnte guten Etappenergebnisse bei der Tour de San Luis und der Vuelta a Mendoza vorweisen. In der Gesamtwertung der Vuelta a Mendoza belegte er den zweiten Rang. 2020 wechselte Díaz zum Team Transporte Puertas de Cuyo.

## Erfolge
2012
- eine Etappe Tour de San Luis
- eine Etappe Vuelta a Bolivia

2013
- Tour de San Luis
- eine Etappe MZF Vuelta a Bolivia

2014
- Argentinischer Meister – Straßenrennen

2015
- Gesamtwertung und zwei Etappen Tour de San Luis

2018
- Gesamtwertung und eine Etappe Vuelta a Mendoza